# Euglossa
Euglossa is een geslacht van vliesvleugeligen uit de  familie van de bijen en hommels (Apidae).

## Soorten
- E. adiastola Hinojosa-Díaz, Nemésio & Engel, 2012
- E. alleni Moure, 1968
- E. allosticta Moure, 1969
- E. amazonica Dressler, 1982
- E. analis Westwood, 1840
- E. annectens Dressler, 1982
- E. anodorhynchi Nemésio, 2005
- E. asarophora Moure & Sakagami, 1969
- E. ashei Hinojosa-Díaz & Engel, 2014
- E. atroveneta Dressler, 1978
- E. augaspis Dressler, 1982
- E. aurantia Hinojosa-Díaz & Engel, 2011
- E. aureiventris Friese, 1899
- E. auriventris Friese, 1925
- E. azurea Ducke, 1902
- E. bazinga Nemesio, 2013
- E. bidentata Dressler, 1982
- E. bigibba Dressler, 1982
- E. bursigera Moure, 1970
- E. celiae Hinojosa-Díaz & Engel, 2014
- E. cetera Hinojosa-Díaz & Engel, 2014
- E. chalybeata Friese, 1925
- E. championi Cheesman, 1929
- E. chlorina Dressler, 1982
- E. clausi Nemésio & Engel, 2012
- E. cognata Moure, 1970
- E. cordata (Linnaeus, 1758)
- E. cosmodora Hinojosa-Díaz & Engel, 2007
- E. cotylisca Hinojosa-Díaz & Engel, 2007
- E. crassipunctata Moure, 1968
- E. crininota Dressler, 1978
- E. cupella Hinojosa-Díaz & Engel, 2014
- E. cyanea Friese, 1899
- E. cyanochlora Moure, 1995
- E. cyanura Cockerell, 1917
- E. cybelia Moure, 1968
- E. deceptrix Moure, 1968
- E. decorata Smith, 1874
- E. despecta Moure, 1968
- E. dilemma Bembé & Eltz, 2011
- E. dissimula Dressler, 1978
- E. dodsoni Moure, 1965
- E. dressleri Moure, 1968
- E. embera Hinojosa-Díaz, Nemésio & Engel, 2012
- E. erythrochlora Moure, 1968
- E. fimbriata Rebêlo & Moure, 1995
- E. flammea Moure, 1969
- E. fuscifrons Dressler, 1982
- E. gibbosa Dressler, 1982
- E. gorgonensis Cheesman, 1929
- E. granti Cheesman, 1929
- E. hansoni Moure, 1965
- E. hemichlora Cockerell, 1917
- E. heterosticta Moure, 1968
- E. hugonis Moure, 1989
- E. hyacinthina Dressler, 1982
- E. ignita Smith, 1874
- E. igniventris Friese, 1925
- E. imperialis Cockerell, 1922
- E. inflata Roubik, 2004
- E. intersecta Latreille, 1838
- E. iopoecila Dressler, 1982
- E. ioprosopa Dressler, 1982
- E. iopyrrha Dressler, 1982
- E. jamaicensis Moure, 1968
- E. laevicincta Dressler, 1982
- E. lazulina Friese, 1923
- E. leucotricha Rebêlo & Moure, 1995
- E. liopoda Dressler, 1982
- E. lugubris Roubik, 2004
- E. macrorhyncha Dressler, 1982
- E. maculilabris Moure, 1968
- E. magnipes Dressler, 1982
- E. mandibularis Friese, 1899
- E. marianae Nemésio, 2011
- E. melanotricha Moure, 1967
- E. micans Dressler, 1978
- E. milenae Bembé, 2007
- E. mixta Friese, 1899
- E. modestior Dressler, 1982
- E. monnei Nemesio, 2012
- E. moratoi Nemésio & Engel, 2012
- E. moronei Engel, 1999
- E. mourei Dressler, 1982
- E. nigropilosa Moure, 1965
- E. nigrosignata Moure, 1969
- E. obrima Hinojosa-Díaz, Melo & Engel, 2011
- E. obtusa Dressler, 1978
- E. occidentalis Roubik, 2004
- E. oleolucens Dressler, 1978
- E. orellana Roubik, 2004
- E. paisa Ramírez, 2005
- E. parvula Dressler, 1982
- E. pepei Nemésio & Engel, 2012
- E. perfulgens Moure, 1967
- E. perpulchra Moure & Schlindwein, 2002
- E. perviridis Dressler, 1985
- E. pictipennis Moure, 1943
- E. piliventris Guérin-Méneville, 1845
- E. platymera Dressler, 1982
- E. pleosticta Dressler, 1982
- E. polita Ducke, 1902
- E. prasina Dressler, 1982
- E. purpurea Friese, 1899
- E. retroviridis Dressler, 1982
- E. rufipes Rasmussen & Skov, 2006
- E. rugilabris Moure, 1967
- E. samperi Ramírez, 2006
- E. sapphirina Moure, 1968
- E. securigera Dressler, 1982
- E. singularis Mocsáry, 1899
- E. solangeae Nemésio, 2007
- E. sovietica Nemésio, 2007
- E. stellfeldi Moure, 1947
- E. stilbonata Dressler, 1982
- E. subandina Hinojosa-Díaz & Engel, 2014
- E. tiputini Roubik, 2004
- E. townsendi Cockerell, 1904
- E. tridentata Moure, 1970
- E. trinotata Dressler, 1982
- E. truncata Rebêlo & Moure, 1995
- E. turbinifex Dressler, 1978
- E. urarina Hinojosa-Díaz & Engel, 2007
- E. variabilis Friese, 1899
- E. villosa Moure, 1968
- E. villosiventris Moure, 1968
- E. violaceifrons Rebêlo & Moure, 1995
- E. viridifrons Dressler, 1982
- E. viridis (Perty, 1833)
- E. viridissima Friese, 1899
- E. williamsi Hinojosa-Díaz & Engel, 2011